# Peter Ingwersen (Modedesigner)
Peter Ingwersen (* 10. Oktober 1962 in Kopenhagen) ist ein dänischer Modedesigner und Unternehmer.

## Karriere
Sein Studium an der „Danish School of Design“ brach er nach drei Jahren ab, machte stattdessen ein Praktikum bei Levi’s in Brüssel (Belgien) und erhielt dort anschließend sofort einen Job angeboten. Fast 20 Jahre arbeitete er fortan für den Jeans-Produzenten, zuletzt als Global Brand Manager von „Levis Red and Originals“.
Zurück in Dänemark übernahm er 2001 den Posten des Managing Directors bei „Day Birger et Mikkelsen“, einer dänischen Modemarke mit Schwerpunkt auf hochwertigen Stoffen und skandinavischem Stil. Das Unternehmen konnte unter seiner Führung in neue Märkte expandieren und wachsen. Im Februar 2005 verließ Ingwersen das Unternehmen.
Während seiner Tätigkeit bei „Day Birger et Mikkelsen“ gründete Ingwersen im Jahr 2003 sein eigenes Unternehmen NOIR, welches für seine Designs und Bemühungen um Nachhaltigkeit bekannt wurde. Aufgrund dieser Praktiken hat das Unternehmen mehrere Auszeichnungen erhalten. Im Jahr 2012 gründete Ingwersen zusätzlich das Unternehmen ILLUMINATI II, das sich auf nachhaltige Jeans spezialisiert hat. Hierfür nahm er Teil als Redner beim Copenhagen Fashion Summit.

## Leben
Bis zu seinem Studium lebte Ingwersen auf dem elterlichen Hof abseits der Großstadt, heute lebt er mitten im Zentrum Kopenhagens, ist nicht verheiratet und hat keine Kinder.
Ingwersen bezieht die Baumwolle für seine Kollektionen von seiner eigenen Plantage in Uganda. „NOIR“ kombiniert Baumwolle mit Seide, Leder und anderen edlen Stoffen, die Schnitte sind klassisch feminin. Rock ’n’ Roll und ein leichter Fetisch-Charakter prägten bisher den Noir-Look.